# Karsibór
Karsibór (deutsch Kaseburg, auch Caseburg auf Usedom) ist ein Teil der Stadtgemeinde Świnoujście (Swinemünde) in der polnischen Woiwodschaft Westpommern.

## Geographische Lage

Kaseburg südöstlich der Ostsee-Hafenstadt Swinemünde auf einer Karte von 1910

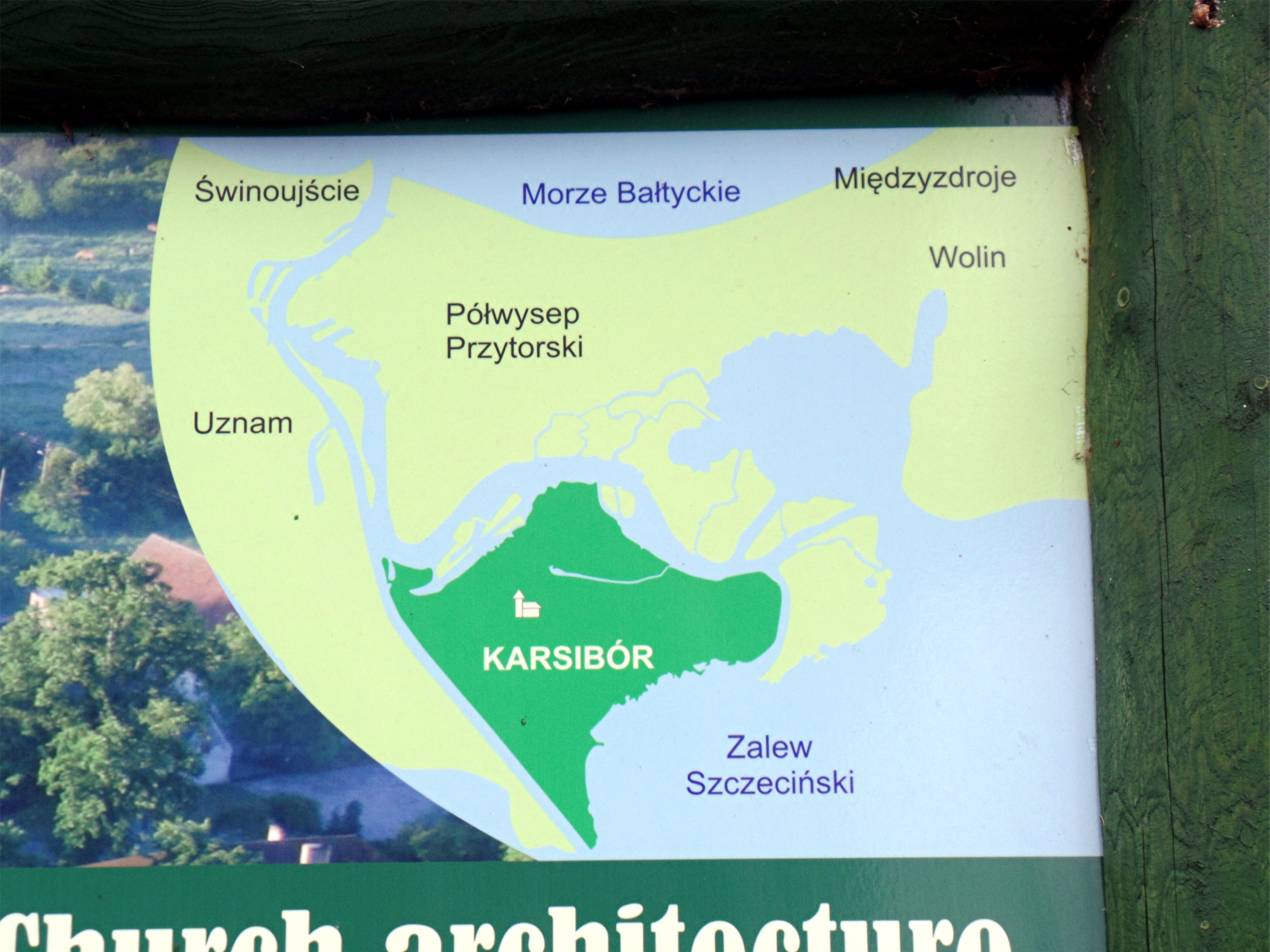
Karsibor als künstliche Insel zur Verkürzung des Schifffahrtsweges

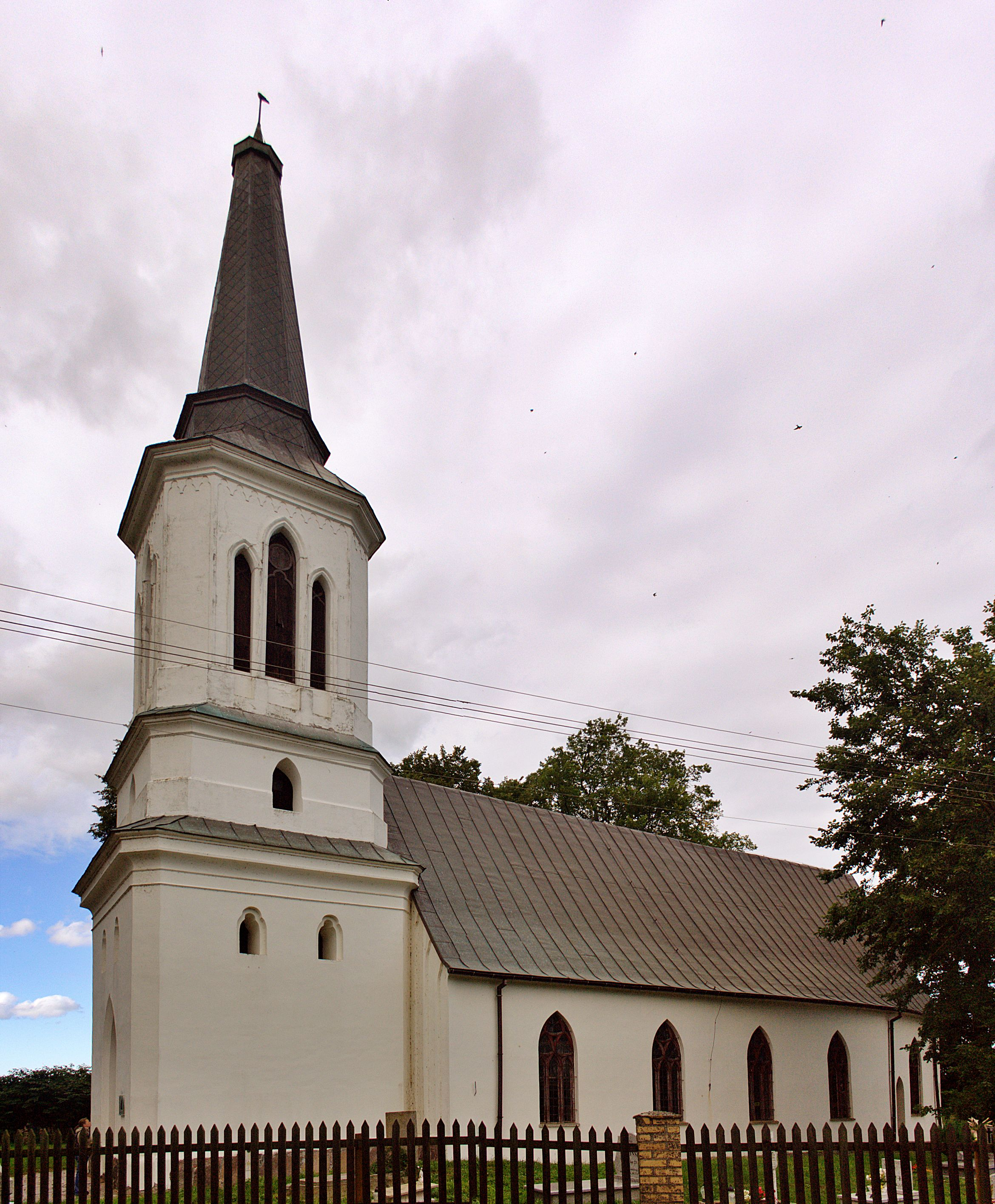
Dorfkirche

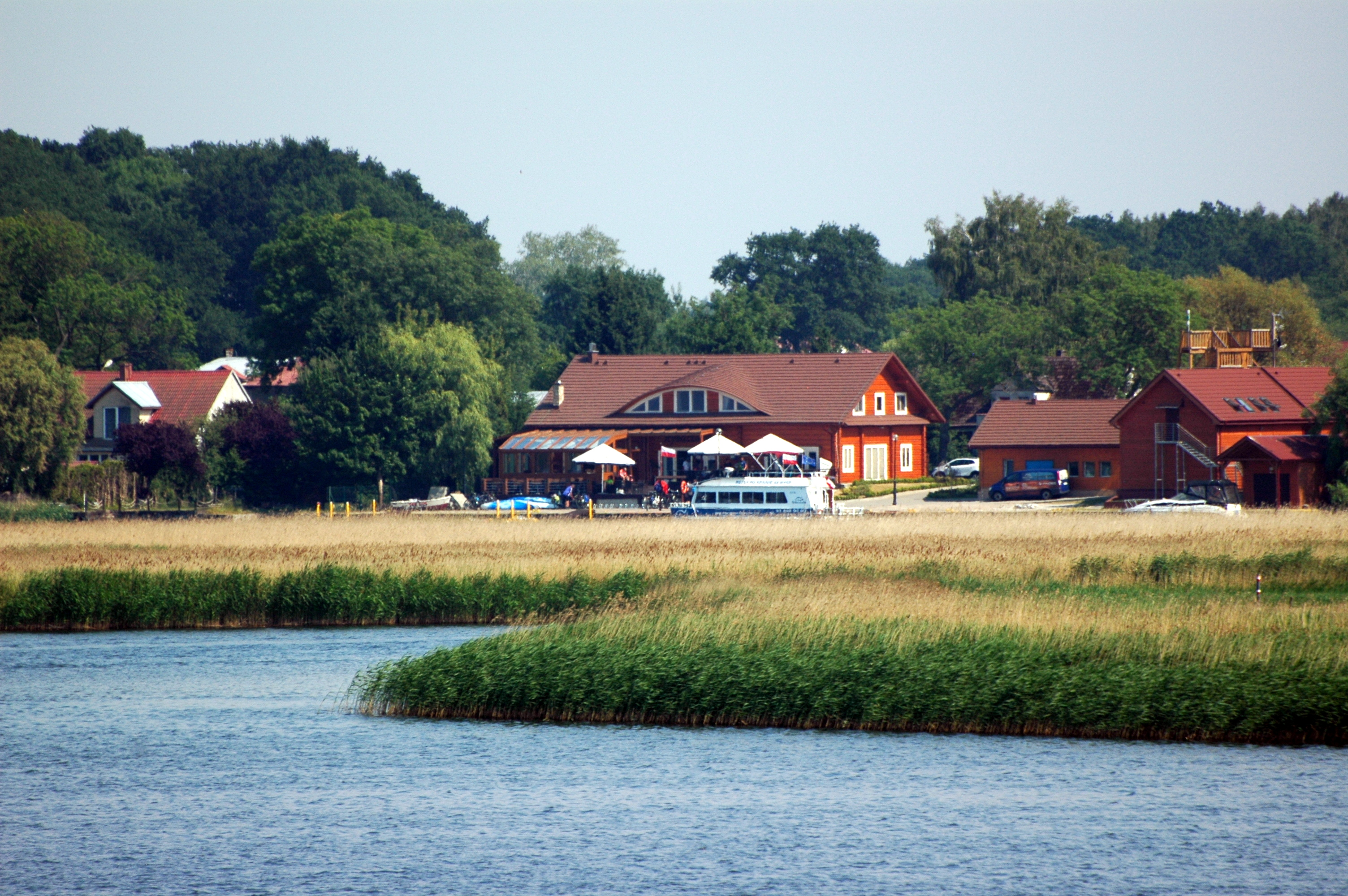
Marina von Karsibór

Die Ortschaft liegt auf der  Insel Kaseburg am Stettiner Haff,  die bis ins 19. Jahrhundert ein Teil der Insel Usedom gewesen war. Die Entfernung zum Stadtzentrum von Swinemünde im Nordwesten beträgt etwa acht Kilometer, nach Stettin im Süden etwa 50 Kilometer.

## Geschichte
In der Nähe des Ortes wurde eine Münze aus dem Jahr 718 gefunden, die als das älteste datierbare Fundstück auf der Insel Usedom gilt. Der Ort wurde erstmals 1242 urkundlich erwähnt, als das Kloster Dargun hier und im benachbarten Garz Besitzrechte  erwarb. Das Kloster richtete in Kaseburg eine Vogtei ein. Neben Kaseburg gehörten die Orte Woitzig, Faulensee und Swine dazu. Nach Einführung der Reformation 1534 in Pommern und der nachfolgenden Säkularisation wurde die Kaseburger Hofmeisterei dem herzoglichen Amt in Wolgast unterstellt. Auch kirchlich gehörte Kaseburg bis 1720 zur Synode Wolgast.
Nach der Landung des schwedischen Heeres während des Dreißigjährigen Krieges 1630 bei Peenemünde soll König Gustav II. Adolf  von Schweden in der Zeit vom 14. bis zum 19. Juli im Kaseburger Pfarrhaus seine Unterkunft bezogen haben. Als die Insel Usedom nach dem Westfälischen Frieden 1648 zu Schwedisch-Pommern kam, gelangte das Gut Kaseburg an Johan Axelsson Oxenstierna. Die Schweden ließen in der Mitte des 17. Jahrhunderts bei Kaseburg eine Schiffswerft errichten, die ihr Holz aus der Kaseburger Heide bezog. Die Werft ging nach dem Abholzen des Baumbestands wieder ein.
In der Dorfkirche von Kaseburg wurde 1653 der schwedische Seeheld Admiral Lars Mathson Strußhielm beigesetzt, Befehlshaber der in der Swine stationierten Flottenabteilung, der sich für einige Jahre in Kaseburg niedergelassen und für die Dorfkirche zwei Kirchenglocken, die Turmuhr und ein Taufbecken gestiftet hatte.  Eine noch wertvollere Stiftung erhielt die evangelische Gemeinde  von dem in Kaseburg geborenen, 1798 verstorbenen Schiffskapitän David Kröning und dessen Ehefrau, die der Dorfkirche ihr gesamtes Vermögen vererbten, jedoch mit der Auflage, dass  ein Teil desselben als eiserner Bestand verbleiben und aus den Zinsen alljährlich bedürftige Kaseburger Einwohner unterstützt werden sollen. Als mit der  restlichen Geldanlage bis 1825 ein Betrag in Höhe von 3250 Thalern angespart worden war, wurde damit im selben Jahr  ein massiver Neubau der Kirche und ihres Turms finanziert.
Mit dem Bau der Kaiserfahrt wurde der östliche Teil der Insel Usedom mit Kaseburg abgetrennt und zu einer eigenen Insel. Im Juli 1942 wurde in Swinemünde die Schnellboot Schulflottillie gebildet, ab dem 1. November 1943 Schnellboot-Lehr-Division. Zur Ausbildung des seemännischen Personals wurde in Swinemünde-Eichstaden die 1. Ausbildungs-Abteilung und auf der Insel Kaseburg die 2. Ausbildungs-Abteilung für das technische Personal eingerichtet. Zu sehen sind noch heute die Reste des Aubildungshafens der 2. Ausbildungs-Abteilung, eine Nutzung durch die 4. U-Flottille Stettin hat nicht stattgefunden. Die Entmagnetisierungsanlage befand sich seewärts am Westufer Wollin/Werder.
Nach Ende des  Zweiten Weltkriegs  wurde Kaseburg zusammen mit Hinterpommern von der Sowjetunion gemäß dem Potsdamer Abkommen der Verwaltung der Volksrepublik Polen unterstellt.  Anschließend begann die Zuwanderung ausländischer Migranten, vornehmlich  Polen aus Gegenden östlich der Curzon-Linie sowie aus Zentralpolen. Der Ort und die Insel wurden in Karsibór umbenannt, was der Bezeichnung Carisubour aus der Ersterwähnung nahekommt, welche Schöner Wald bedeuten soll. Die einheimische (deutsche) Bevölkerung wurde in der Folgezeit von der örtlichen polnischen Verwaltungsbehörde vertrieben.
Im Jahr 1966 wurde die einspurig befahrbare Piastowski-Brücke über die Stara Świna (Alte Swine) fertiggestellt, die den Ort  mit der Insel Wollin verbindet. Die Brücke wurde zwischen 2011 und 2012 zweispurig neu aufgebaut, die alte Brücke 2013 abgerissen. Von Świnoujście (Swinemünde) wurde eine Buslinie eingerichtet.

### Demographie

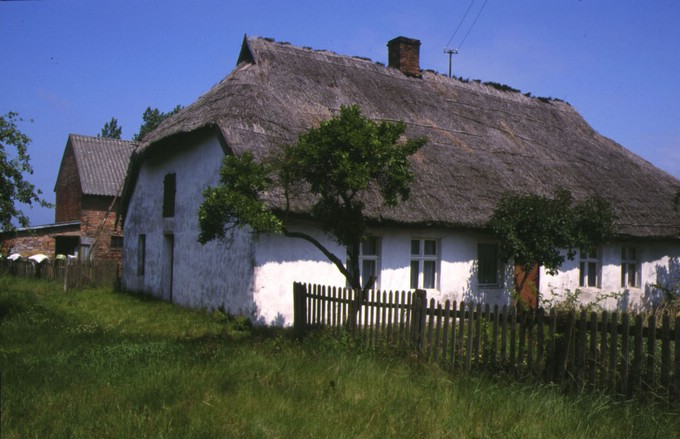
Alte Kate im Dorf

| Jahr | Anzahl Einwohner | Anmerkungen                           |
| ---- | ---------------- | ------------------------------------- |
| 1818 | 737              | [ 4 ]                                 |
| 1867 | 1220             | am 3. Dezember                        |
| 1871 | 1183             | am 1. Dezember, sämtlich Evangelische |
| 1925 | 1160             | [ 6 ]                                 |
| 1933 | 1195             | [ 6 ]                                 |
| 1939 | 1459             | [ 6 ]                                 |

## Sehenswürdigkeiten
- Kirche der Unbefleckten Empfängnis der Heiligen Jungfrau Maria, mit Anfängen aus dem 15. oder 16. Jahrhundert, 1826 nach Plänen Karl Friedrich Schinkels umgebaut – das älteste Bauwerk im heutigen Swinemünder Stadtgebiet. Von 1535 bis 1945 evangelisch, 1946 katholisch geweiht
- ehemaliges Pfarrhaus, in dem 1630 Gustav II. Adolf genächtigt haben soll
- Alter deutscher Friedhof, einer der wenigen Friedhöfe im alten Pommern, der noch gut erhalten ist. Besonderheit sind die schmiedeeisernen Grabeinfassungen, leider in den letzten Jahren durch Schrottdiebe stark dezimiert.[7]
- Beobachtungsturm im Vogelschutzgebiet auf der Insel Karsiborska Kępa
- Mole der Kaiserfahrt im Süden der Insel